# Milanović (Orahovac)
Pour les articles homonymes, voir Milanović.
Millanoviq en albanais et Milanović en serbe latin (en serbe cyrillique : Милановић) est une localité du Kosovo située dans la commune/municipalité de Rahovec/Orahovac et dans le district de Prizren/Prizren. Selon le recensement kosovar de 2011, elle compte 1 281 habitants, dont une majorité d'Albanais.
Selon le découpage administratif du Kosovo, la localité fait partie de la commune/municipalité de Malishevë/Mališevo. Le village est également connu sous le nom albanais de Shkozë.

## Démographie

### Évolution historique de la population dans la localité
| 1948 | 1953 | 1961 | 1971 | 1981 | 1991  | 2011  |
| ---- | ---- | ---- | ---- | ---- | ----- | ----- |
| 544  | 593  | 664  | 918  | 998  | 1 141 | 1 281 |

|  |